# Bristol Buckingham
Bristol Type 163 Buckingham là một loại máy bay ném bom hạng trung trong Chiến tranh thế giới II của Anh. Nó được trang bị cho Không quân Hoàng gia (RAF). Ngoài ra nó còn dùng cho nhiệm vụ vận tải và liên lạc.

## Biến thể
Type 163 Buckingham
Type 163 Buckingham B1
Type 163 Buckingham C1
Type 164 Brigand
Type 165 Brigand II
Type 166 Buckmaster
Type 169

## Quốc gia sử dụng
Anh Quốc
- Không quân Hoàng gia

## Tính năng kỹ chiến thuật (Buckingham C.1)
Dữ liệu lấy từ Flight
Đặc điểm tổng quát
- Kíp lái: 2
- Sức chứa: 4 hành khách
- Chiều dài: 46 ft 10 in (14,3 m)
- Sải cánh: 71 ft 10 in (21,9 m)
- Chiều cao: 17 ft 6 in (5,3 m)
- Diện tích cánh: 708 ft² (65,8 m²)
- Trọng lượng rỗng: 24.042 lb (10.900 kg)
- Trọng lượng có tải: 34.000 lb (15.000 kg) "all-up"
- Động cơ: 2 × Bristol Centaurus VII, 2.520 hp (1.880 kW)  mỗi chiếc

 Hiệu suất bay 
- Vận tốc cực đại: 336 mph (291 kn, 541 km/h) trên độ cao 12.000 ft (3.700 m)
- Tầm bay: 2.300 mi (2.000 nmi, 3.700 km)
- Trần bay: 28.000 ft (8.500 m)
- Vận tốc lên cao: 2.000 ft/phút (10 m/s)
- Tải trên cánh: 48 lb/ft² (230 kg/m²)
- Công suất/trọng lượng: 0,15 hp/lb (240 W/kg)